# Submarinos Clase Dolphin
La  Clase Dolphin es un tipo de submarino convencional (SSK) desarrollada y construida por Howaldtswerke-Deutsche Werft AG (HDW), Alemania para la Armada de Israel. Está basado en el modelo de exportación Tipo 209, pero muy modificados por lo que no son clasificados como parte del tipo 209. Los Dolphin son uno de los submarinos convencionales más avanzados del mundo.

## Historia

### Regalo alemán
Israel firmó un contrato con ThyssenKrupp para comprar dos submarinos adicionales de su subsidiaria HDW.Los dos nuevos buques representan una versión drásticamente mejorada de los viejos Dolphin, remarcando el sistema de Propulsión independiente de aire, similar al usado en los submarinos Tipo 212. El 6 de julio de 2006, el Gobierno de Alemania decidió pagar un adelanto de 170 millones de euros. El costo total de los 2 submarinos es de alrededor de 1300 millones de euros, de los cuales 1/3 iba a ser pagado por Alemania. Israel estaba interesado en comprar un tercer submarino. Alemania terminó donando los dos primeros submarinos y pagando un tercio del tercero.

### Ordenan tres más
En el año 2006, Israel encargó dos Dolphin más  y el 1 de octubre de 2009 encargó un sexto. Continuarán financiando solo dos tercios del costo, siendo financiado el tercio del costo restante por Alemania. El costo total de cada submarino sería de US$3.500 millones de dólares, comparable al costo de un submarino nuclear británico Clase Astute .

## Submarinos
- Dolphin - mayo de 1998
- Leviathan - (trad. "Leviatam") 1999
- Tekumah (trad. "Renacimiento") - 2000
- Tannin (trad. "Cocodrilo") – entregado el 3 de mayo de 2012[3]
- Rahab (trad. "Demonio") – entregado en 2013
- Drakon (trad. "Dragón") – entregado en 2023

Los primeros dos  (Dolphin y Leviathan) fueron regalados por Alemania, siendo sólo el tercero  (Tekumah) comprado por  Israel, sin embargo Alemania pagó la mitad de los costos. Durante la  Guerra del Golfo, empresas alemanas fueron acusadas de ayudar a Irak con su programa de armas químicas, lo cual condujo a protestas en Alemania e Israel. Para calmar a los israelíes y mantener los astilleros trabajando, el entonces  Canciller de Alemania Helmut Kohl decidió donar los dos submarinos. Los Dolphins reemplazaron a los envejecidos Submarinos de Clase Gal, los cuales habían servido en la marina israelí desde finales de los 70.

## Armamento
Cada submarino tiene 6 tubos lanzatorpedos de 533 mm, capaces de lanzar misiles Sub-Harpoon, y otros 4 tubos de 650 mm. Estos últimos pueden llevar a cabo lanzamientos del misil de crucero Popeye Turbo (una variante del misil Popeye/AGM-142 Have Nap) con un alcance superior a los 1500 kilómetros, al que se atribuye la opción de llevar una ojiva nuclear, lo cual le permitiría tener a Israel la capacidad de "contraataque nuclear" (lo que en inglés se suele denominar second strike, "segundo ataque") en caso de que eventualmente quedaran fuera de combate las bases terrestres de sus armas nucleares. Los tubos más grandes permiten desplegar un vehículo de propulsión para buceo. El submarino también puede desplegar minas.

## Despliegue
De acuerdo a las noticias, están basados en el Mar Mediterráneo. Como parte de las maniobras navales de junio de 2009 los Dolphin pasaron al Mar Rojo a través del Canal de Suez. Los medios israelíes interpretan esto como una amenaza a Irán.
Los submarinos se basan normalmente en el Mediterráneo. Un Dolphin fue enviado al Mar Rojo para los ejercicios de acoplamiento en la base naval en Eilat, al sur de Israel,  la estación naval de Eilat es adecuado estratégicamente para basar los submarinos de la clase Dolphin, la apretada entrada del Golfo de Aqaba en Estrechos de Tirán podría caer en manos de adversarios potenciales, incluyendo Arabia Saudita al este y Egipto hacia el oeste, en caso de una guerra en la región, para bloquear el sur de Israel.
Eilat es una franja de costa de 10 kilómetros (6.2 millas) entre Egipto y Jordania, los dos únicos estados árabes que actualmente tienen tratados de paz con Israel. La Marina israelí decidió en mayo de 2010 mantener al menos un submarino equipado con misiles nucleares en este puerto de forma permanente, como un elemento de disuasión en respuesta a los misiles Scud de Siria que podría mover a Líbano para atacar a Israel y el puerto de Haifa.
Si todos los submarinos se basan solamente en la mayor base naval de Haifa, al norte de Israel, podrían ser destruidos por un ataque furtivo de Siria, el acceso a la zona del Golfo Pérsico requiere navegar en la superficie a través del Canal de Suez controlado por Egipto como se permite en el tratado de paz entre Egipto e Israel o una larga navegación alrededor de África en caso de una guerra. De acuerdo con la Convención de Constantinopla, firmada por los gobernantes de las grandes potencias de la época, como Inglaterra, Francia y el Imperio Otomano en marzo de 1888: "El Canal Marítimo de Suez será siempre libre y abierta, en tiempo de guerra como en tiempo de la paz, a todos los buques de comercio o de la guerra, sin distinción de bandera.
Pero Egipto negó la navegación por el Canal de Suez a  Israel y bloquearon los Estrechos de Tirán en 1956 y 1967, llevando a Israel dos veces a apoderarse del Sinaí para romper el bloqueo. El Tratado de Paz entre Egipto e Israel permite el libre paso de los barcos israelíes por el Canal de Suez, y reconoce el estrecho de Tirán y el Golfo de Aqaba como las vías fluviales de Israel. Incluso si el Mar Rojo o la base del Océano Índico no están disponibles para otras naciones en tiempo de guerra, Israel ha ofrecido la base naval de Eilat para utilizar submarinos, buques de reabastecimiento y barcos de guerra, para rearmarse y repostar submarinos en el mar, cuando las bases aliadas cercanas no estén disponibles en tiempo de guerra, para responder un ataque contra Israel y otros países aliados.

## Noruega bloquea las pruebas
En la última semana de septiembre de 2010, Noruega anunció que submarinos Dolphin construidos por Howaldtswerke-Deutsche Werft (HDW) en Kiel, Alemania, para Israel, no se les permitiría ser probados en aguas de Noruega.  HDW arrienda al gobierno noruego, la base de submarinos Marvika en la costa sur de Noruega como una base de prueba, curiosamente, este puerto sirvió a los submarinos alemanes durante la Segunda Guerra Mundial. A partir de esa fecha, ningún nuevo sitio para las pruebas en aguas profundas ha sido elegido por el constructor naval.

## Posibles operadores futuros
- Egipto: Oficiales gubernamentales en El Cairo, afirmaron que se habían abierto conversaciones con Berlín  apuntadas a que la Armada de Egipto compre varios submarinos de la Clase Dolphin.[14]